# مقاطعة هنت (تكساس)
مقاطعة هنت (بالإنجليزية: Hunt  County)‏ هي إحدى المقاطعات في ولاية تكساس، الولايات المتحدة الأمريكية.

## أعلام
- أودي مورفي
- ريان بيفر